# Nunciella parvula
Nunciella parvula is een hooiwagen uit de familie Triaenonychidae.